# 우각리 오의정
우각리 오의정은 대한민국 경상북도 포항시 북구 신광면 우각리 113에 있다. 2017년 9월 29일 포항시의 향토문화유산 제2017-02호로 지정되었다.

## 개요
오의정은 여강이씨 재실로 정면 3칸 측면 2칸의 팔작지붕 건물이다. 전면과 좌우측에 계자 난간을 달았다. 오의정 내에는 경상북도 기념물 제57호로 지정된 영일 우각동 향나무가 있다. 이 향나무는 오의정 이의온이 오의정을 세우고 손수 심은 나무로 수령이 400여 년이나 된다고 한다.

## 같이 보기
- 영일 우각동 향나무 - 경상북도 기념물 제57호